# Osówiec (województwo kujawsko-pomorskie)

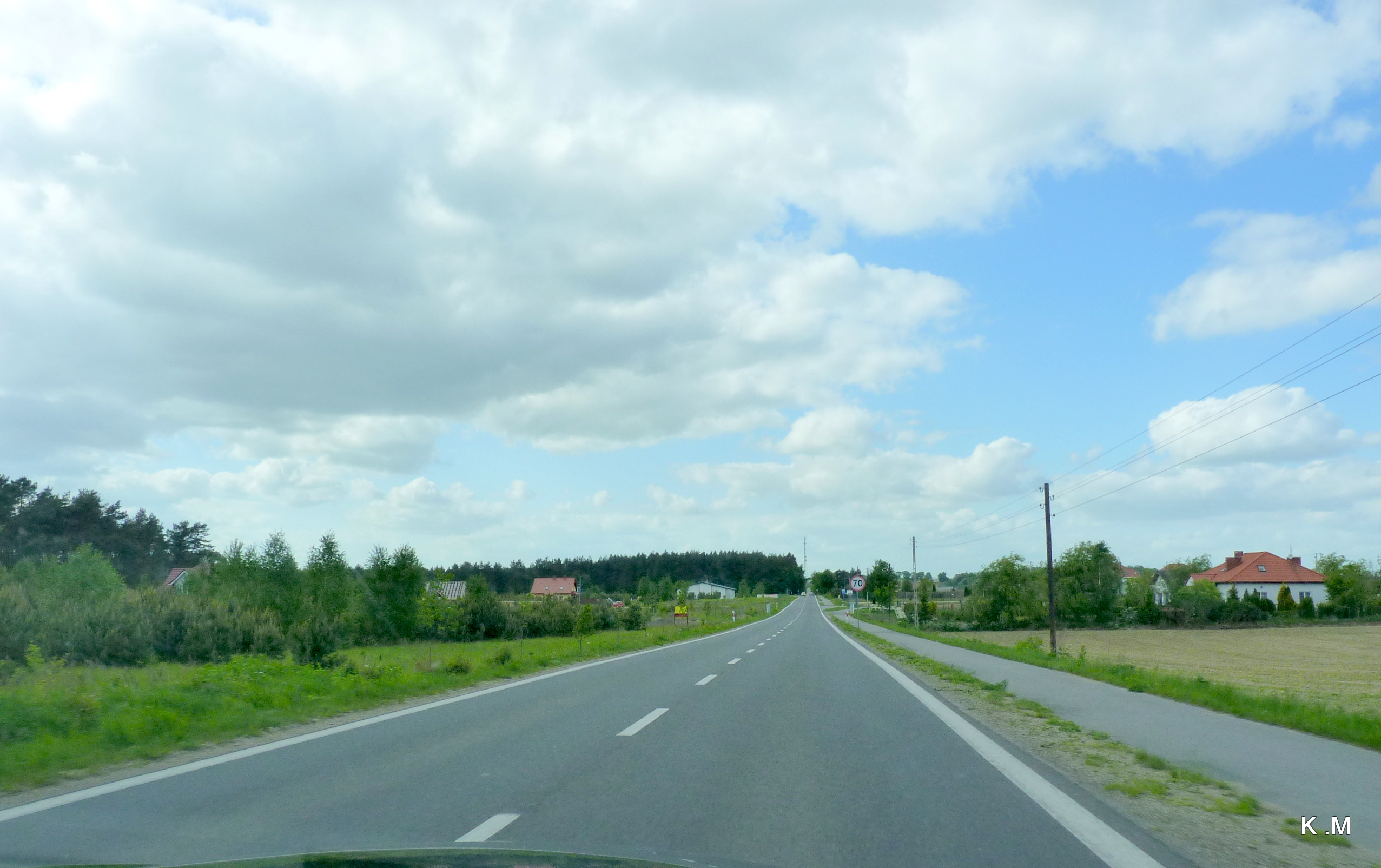
Szosa Bydgoska przechodząca przez wieś

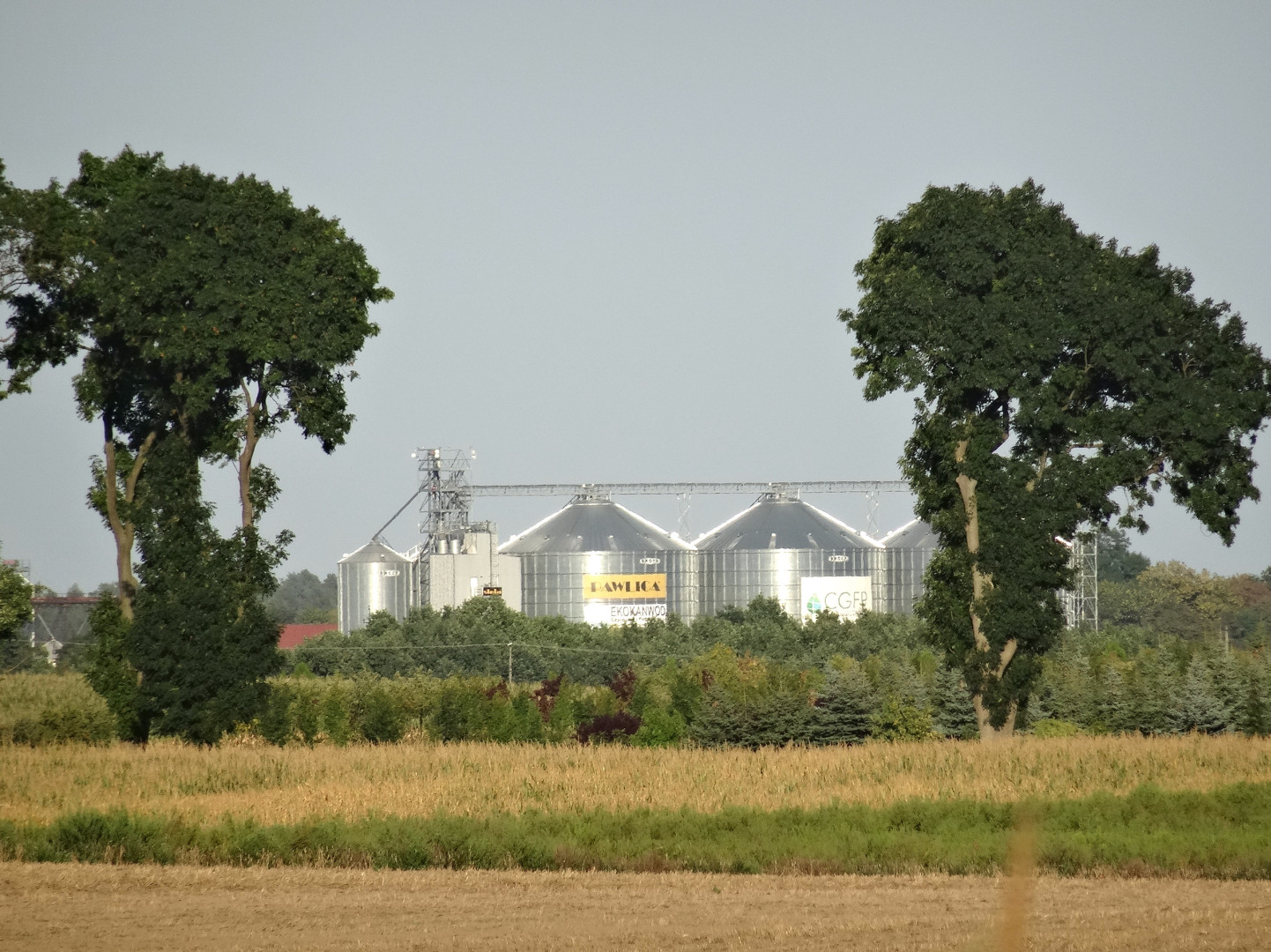
Silosy

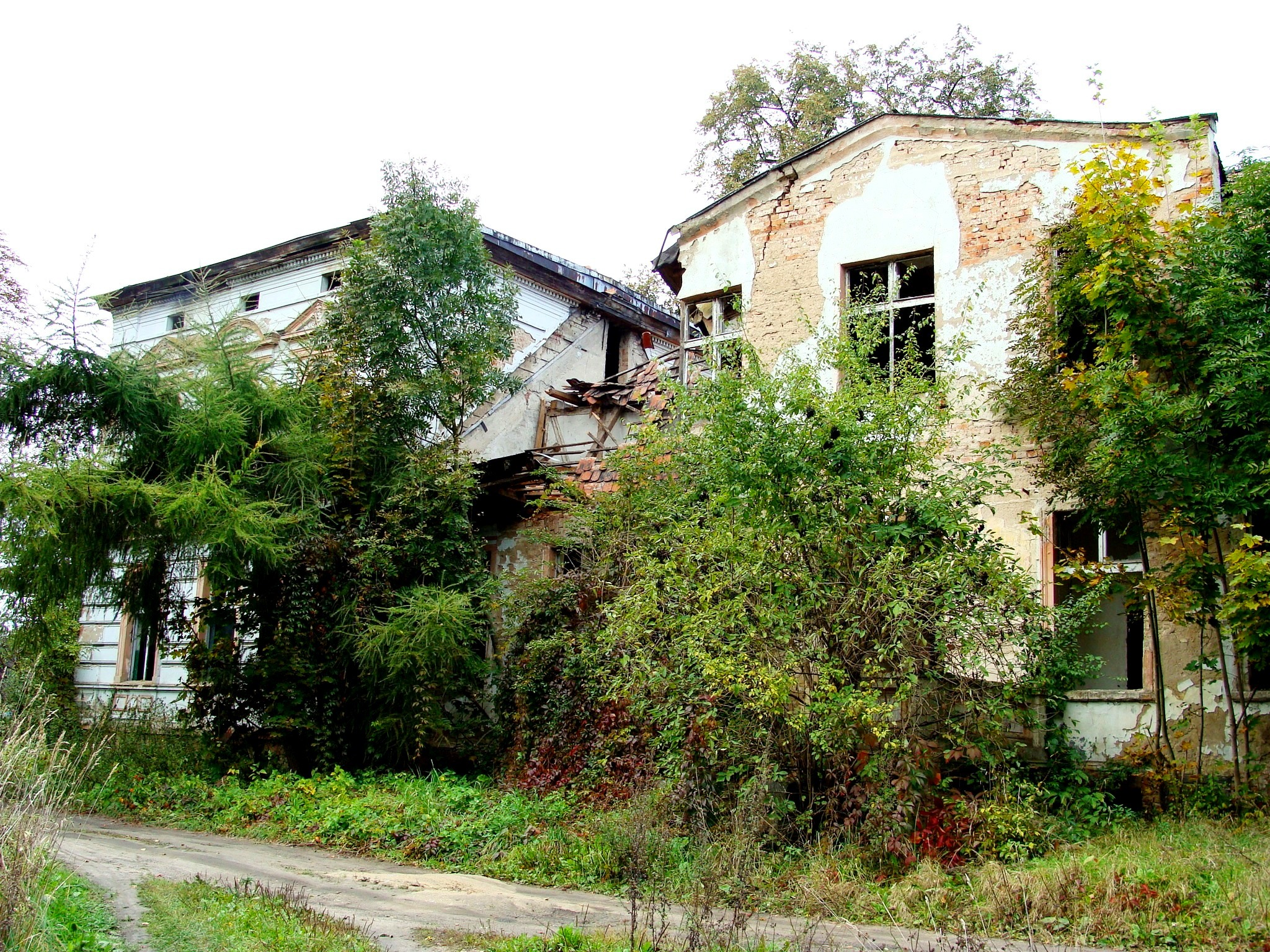
Ruina dworu w Osówcu

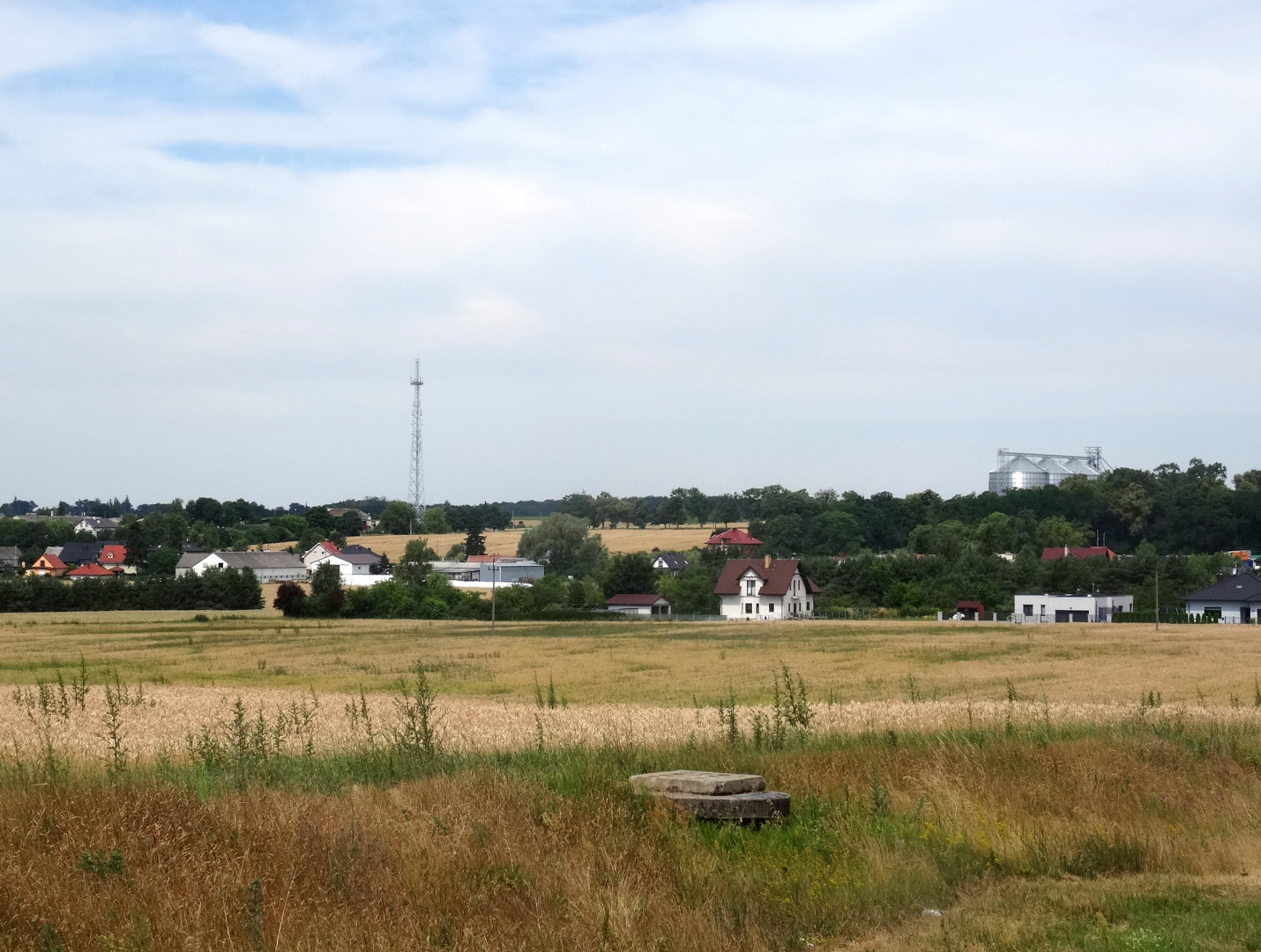
Widok Osówca z daleka

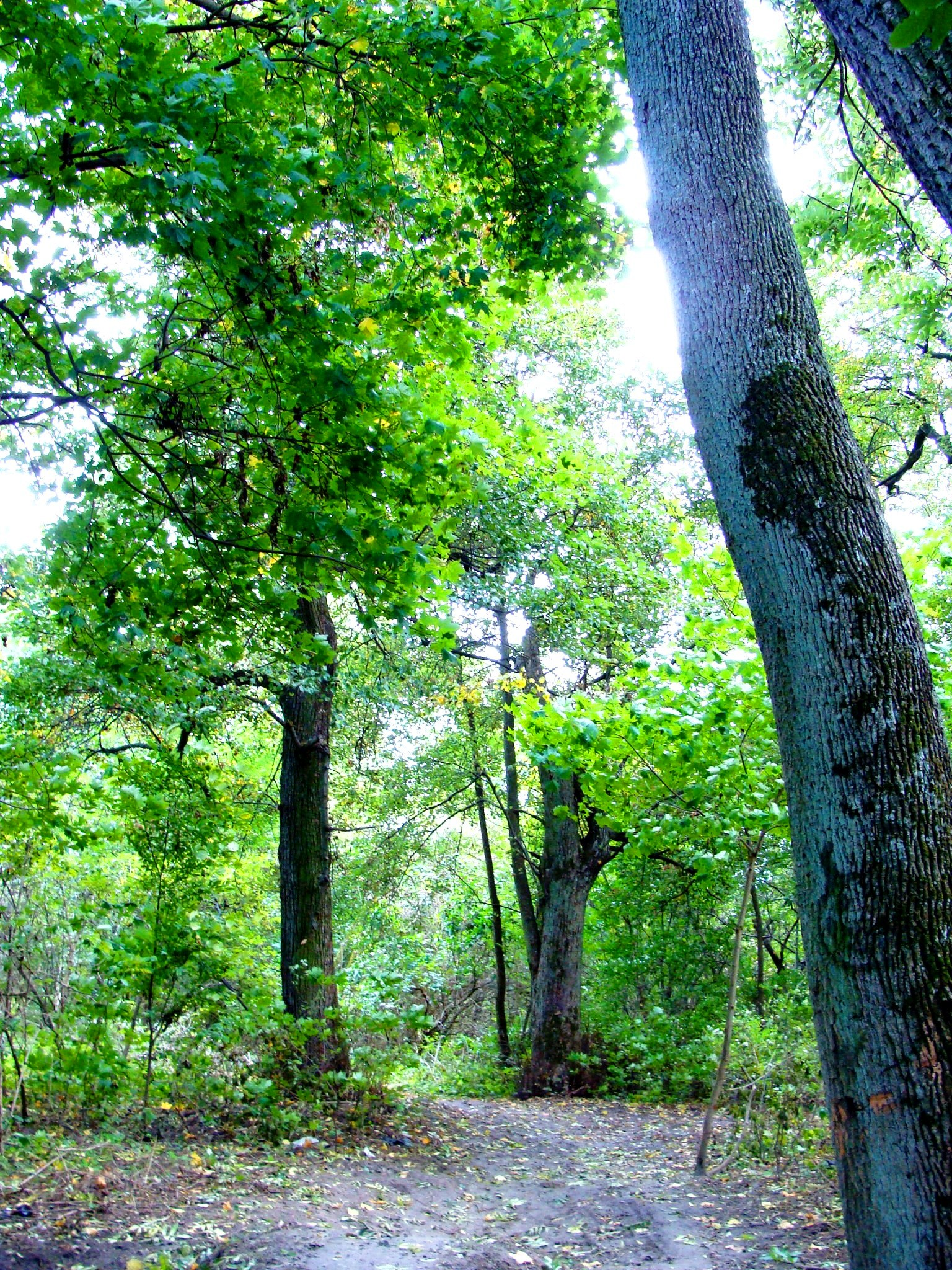
Park pałacowy

Osówiec (daw. pol. Osowiec, Ossowiec, Osowice; daw. niem. Ossowitz) – wieś w Polsce, położona w województwie kujawsko-pomorskim, w powiecie bydgoskim, w gminie Sicienko.

## Położenie
| SIMC    | Nazwa      | Rodzaj    |
| ------- | ---------- | --------- |
| 0095578 | Osowa Góra | część wsi |

W latach 1975–1998 miejscowość administracyjnie należała do województwa bydgoskiego.

## Warunki naturalne
Sołectwo Osówiec leży na południowo-wschodnim skraju gminy Sicienko sąsiadując bezpośrednio z miastem Bydgoszcz. Tereny leśne Osówca wzdłuż bydgoskiej ul. Grunwaldzkiej oddzielają osiedla Czyżkówko i Osowa Góra. Granica między Osówcem a bydgoskim osiedlem Opławiec biegnie wzdłuż drogi krajowej nr 25 do Koronowa, a później po nasypie nieczynnej kolejki wąskotorowej. Od południowego zachodu Sołectwo Osówiec graniczy z sołectwem Pawłówek, od zachodu z sołectwem Dąbrówka Nowa. Od strony północnej graniczy zaś, patrząc kolejno od zachodu, z sołectwami Wojnowo, Mochle i Szczutki.
Ukształtowanie terenu i jego wysokość nad poziomem morza jest bardzo zróżnicowana. Osówiec Wybudowanie położone jest na wysokości 78 m n.p.m., natomiast sam Osówiec na 82 m n.p.m. Osówiecki kompleks leśny rozpościerający się od Szczutek do granic Bydgoszczy to teren o wysokości od 60 do 90 m n.p.m., a w sąsiedztwie Bydgoszczy już zaledwie 50,5 m n.p.m. Najwyższy punkt w Osówcu osiąga wysokość 102,9 m n.p.m. Jest to wzniesienie położone w północno-zachodniej części Sołectwa, w kierunku miejscowości Wojnowo. Pod względem fizycznogeograficznym Osówiec znajduje się na styku mezoregionów: Dolina Brdy i Pojezierze Krajeńskie (makroregion Pojezierze Południowopomorskie) oraz Kotlina Toruńska (makroregion Pradolina Toruńsko-Eberswaldzka).
Sołectwo Osówiec jest największym pod względem powierzchni sołectwem w gminie Sicienko o powierzchni 3152 ha (31,52 km²).
Sołtysami Osówca od 1961 r. byli: Władysław Strzałka, Jolanta Gwit, Witold Rutkowski, Krzysztof Wiśniewski, Danuta Lubiszewska, Zdzisław Cieślak i Sylwia Trela.

## Historia
W Osówcu znajdują się ślady osadnictwa kultury pomorskiej z okresu lateńskiego (od ok. 400 r. p.n.e. do pocz. n.e.).
W 1477 r. przed nakielskim sądem grodzkim stanął opat zakonu cysterskiego z Koronowa Augustyn. Zarzucono mu zorganizowanie napadu i zabójstwa szlachcica Andrzeja, ówczesnego sołtysa Osówca. Rzecz działa się na drodze królewskiej biegnącej przez wieś Szczodrkowo (dzisiejsze Szczutki), gdy sołtys wracał do domu. Został on prawdopodobnie napadnięty przez 10 młodych szlachciców i 30 niższego stanu. Wszystko działo się za wiedzą i zgodą opata. Za zabójstwo zakonnik został obciążony główszczyzną, która miała zostać podzielona między żonę sołtysa Katarzynę i jego siostrę Tochnę.
W 1580 r. mieszkał tu kasztelan gdański Maciej Żaliński, a w 1793 r. Józef Korytowski – wcześniej biskup sufragan (ordynariusz diecezji, biskup pomocniczy) archidiecezji gnieźnieńskiej.
Pod koniec XIX w. wieś i domena tworzyły okręg, w którym mieszkało 188 osób. 88 z nich było katolikami, a 100 ewangelikami. Powierzchnia okręgu to 811,73 ha, z czego 605,19 ha to pola uprawne, 32,17 ha to łąki, 46,22 ha – pastwiska, 111,7 ha – lasy, 13,18 ha – nieużytki, 3,27 ha woda. Czysty dochód z gruntów wynosił 6682 marki. Właścicielem okręgu był Ludwik Meyer.
W 1882 r. funkcjonował w Osówcu Urząd Stanu Cywilnego.

### Nazwy wsi[4]
- Osowiec
- Ossowiec
- Osowice
- Ossowitz (niem.)

## Demografia
Według Narodowego Spisu Powszechnego (III 2011 r.) miejscowość liczyła 1283 mieszkańców i jest największą miejscowością tej gminy.
| Rok  | Liczba ludności | Zmiana liczby ludności |
| ---- | --------------- | ---------------------- |
| 1990 | 442 os.         |                        |
| 1991 | 466 os.         | +24 os.                |
| 1992 | 478 os.         | +12 os.                |
| 1993 | 502 os.         | +24 os.                |
| 1994 | 511 os.         | +9 os.                 |
| 1995 | 517 os.         | +8 os.                 |
| 1996 | 535 os.         | +18 os.                |
| 1997 | 542 os.         | +7 os.                 |
| 1998 | 583 os.         | +41 os.                |
| 1999 | 718 os.         | +135 os.               |
| 2000 | 855 os.         | +167 os.               |
| 2001 | 940 os.         | +85 os.                |
| 2002 | 995 os.         | +45 os.                |
| 2003 | 1057 os.        | +62 os.                |
| 2004 | 1080 os.        | +23 os.                |
| 2005 | 1115 os.        | +35 os.                |
| 2006 | 1137 os.        | +22 os.                |
| 2007 | 1152 os.        | +15 os.                |
| 2008 | 1173 os.        | +21 os.                |
| 2009 | 1179 os.        | +6 os.                 |
| 2010 | 1217 os.        | +38 os.                |
| 2011 | 1227 os.        | +10 os.                |
| 2012 | 1239 os.        | +12 os.                |
| 2013 | 1260 os.        | +21 os.                |
| 2014 | 1264 os.        | +4 os.                 |
| 2015 | 1297 os.        | +33 os.                |
| 2016 | 1329 os.        | +32 os.                |
| 2017 | 1347 os.        | +18 os.                |
| 2018 | 1347 os.        | 0 os.                  |

## Zabytki i pomniki
Według rejestru zabytków Narodowego Instytutu Dziedzictwa (NID) na listę zabytków wpisany jest zespół dworski z XIX w., nr rej.: A/976/1-2z 5.06.1987: dwór z oficyną i park. Obiekt jest w stanie ruiny.
Przez tereny wsi przebiegała dawniej linia umocnień Przedmościa Bydgoskiego. Do dzisiaj znajduje się tam 7 schronów i pozostałości rowu okopowego. Kompleks, składający się w sumie z 17 schronów wzdłuż linii Zielonczyn, Kruszyn, Osówiec, Szczutki, Tryszczyn, wznosiły jednostki bydgoskiego garnizonu: 61 i 62 Pułk Piechoty, 15 Pułk Artylerii Lądowej oraz Batalion Obrony Narodowej Bydgoszczy. Oddziały te, wspomagane przez 59 Pułk Piechoty z Inowrocławia, broniły wspomnianych pozycji do czasu odwrotu w nocy z 3 na 4 września 1939 r., kiedy to Wojsko Polskie opuściło rejon Przedmościa przenosząc się na linię obrony na południe od Bydgoszczy, w rejon Piecek i Brzozy Bydgoskiej.
W przy ul. Panorama Wsi w Osówcu stoi tablica z napisem: „Miejsce uświęcone krwią bohaterów, którzy oddali życie w walce z najeźdźcą hitlerowskim”. Pomnik ten postawiony został w 1964 r. w miejscu, gdzie rozstrzelano mieszkańców wsi Mochle.
8 października 1939 r. w lesie w Osówcu (leśnictwo Tryszczyn) rozstrzelano mieszkańców wsi Mochle: Józefa Urbanowskiego, Józefa Stranca, Bolesława Bazana oraz Mariana Kiełpińskiego. Na miejscu ich kaźni postawiono w 1964 r. płytę z tablicą z napisem: „Miejsce uświęcone krwią bohaterów, którzy oddali życie w walce z najeźdźcą hitlerowskim”. Ciała poległych spoczywają w zbiorowej mogile na cmentarzu parafialnym w Dąbrówce Nowej.

## Oświata
Dzieci i młodzież z Osówca uczęszcza do Szkoły Podstawowej im. Anieli hr. Potulickiej w Wojnowie. Część najmłodszych mieszkańców Osówca z terenów bezpośrednio przyległych do Bydgoszczy uczęszcza do szkół podstawowych w tym mieście.

## Religia
Na terenie Osowej Góry będącej częścią sołectwa Osówiec, tuż przy ul. Atolowej, w bezpośrednim sąsiedztwie Bydgoszczy, stoi świątynia parafii pod wezwaniem Wniebowstąpienia Pańskiego. Parafia erygowana została przez księdza arcybiskupa Henryka Muszyńskiego 25 marca 1999 r.. Tego samego roku, w październiku zakupiono na potrzeby parafii od Gminy Sicienko 4022 m² ziemi. 13 listopada 2000 r. zapoczątkowano budowę gmachu. Trójnawowy kościół został wzniesiony w stylu przypominającym gotyk. Do tej parafii należą wszyscy wierzący mieszkańcy wsi.
Od wiosny 2004 r. parafia korzysta z wydzielonej części cmentarza św. Maksymiliana Kolbe należącego do parafii pod wezwaniem św. Maksymiliana Kolbe. Cmentarz mieści się na terenie wsi Osówiec.
Na terenie sołectwa, przy drodze prowadzącej z Osówca do Kruszyna, na lekkim wzniesieniu, zachowały się pozostałości cmentarza ewangelickiego z początku XX wieku. Pozostał na nim m.in. nagrobek z pierwszej połowy XX w. Cmentarz porastają obecnie sosny, tuje i lilaki. W lasach mieszczą się także inne nieczynne cmentarze ewangelickie w stanie ruiny.

## Turystyka
Schrony Przedmościa Bydgoskiego wykorzystane zostały dla utworzenia szlaku turystycznego „Umocnień Przedmościa Bydgoskiego”. Stwarza to możliwość czynnego wypoczynku i zapoznania się z przeszłością tych miejsc. Szlak oznaczony kolorem czerwonym wiedzie turystę po linii schronów począwszy od Zielonczyna, przez Kruszyn do Osówca.
Przez teren wsi przebiega także długi na 16,2 km zielony szlak „Pól malowanych”. Prowadzi on przez typowe, urokliwe wiejskie ścieżki i dróżki polne z Wierzchucinka przez Nowaczkowo, Chmielewo, Piotrkówko i Mochle do Osówca, a następnie na Osową Górę. Szlak ten łączy „Wierzchuciński Szlak Czterech Jezior” ze szlakiem im. L. Wyczółkowskiego i szlakiem Umocnień Przedmościa Bydgoskiego.
Innym szlakiem przechodzącym przez teren wsi jest turystyczny szlak rowerowy „Edukacji Przyrodniczej”. Szlak wyznaczony został w 2008 roku przez Stowarzyszenie Inicjatyw Lokalnych w Wojnowie i Urząd Gminy Sicienko dzięki pomocy finansowej z Unii Europejskiej. Ma długość 28 km, oznaczony jest kolorem zielonym i przebiega przez miejscowości położone w środkowej i południowej części gminy, czyli Wojnowo, Sicienko, Zawadę, Janin, Strzelewo, Zielonczyn, Kruszyn, Osówiec, Szczutki i Mochle. Umieszczone na jego trasie informacyjne tablice przyrodnicze umożliwiają poszerzenie wiedzy krajoznawczej turystów.
Na terenie wsi położony jest park dworski z połowy XIX w. Rosną tam kasztanowce białe, lipy drobnolistne, klony pospolite, jawory, graby pospolite i buki.

## Jednostki wojskowe
Na terenie wsi rozmieszczony jest, od stycznia 2003 roku, 22 Ośrodek Dowodzenia i Naprowadzania im. płk. pil. Tadeusza Rolskiego, pełniący funkcje przetwarzania informacji radiolokacyjnych i dowodzenia operacyjnego. Podlega on jako jednostka wojskowa nr 4385 bezpośrednio Centrum Operacji Powietrznych.